# بول جونز
بول جونز (بالإنجليزية: Paul Jones)‏  (و. 1878 – 1972 م) هو سياسي، من أستراليا، كان عضوًا في حزب العمال الأسترالي، توفي عن عمر يناهز 94 عاماً.

## مناصب
تولى منصب عضو مجلس النواب الاسترالى، وعضو المجلس التشريعي الفيكتوري.

## التعليم
تعلم في جامعة ملبورن.